# Michaël Guigou
Michaël Guigou (28 de enero de 1982, Apt, Vaucluse) es un exjugador francés de balonmano que jugaba de extremo izquierdo. Su último equipo fue el USAM Nîmes. Fue un componente de la selección de balonmano de Francia, donde fue internacional desde el año 2002 al 2021.

## Equipos
- Aviñón (1998-1999)
- Montpellier HB (1999-2019)
- USAM Nîmes (2019-2022)

## Palmarés

### Montpellier HB
- Liga de Campeones (2003, 2018)
- Liga Francesa (2002, 2003, 2004, 2005, 2006, 2008, 2009, 2010, 2011, 2011, 2012)
- Copa de Francia (2001, 2002, 2003, 2005, 2006, 2008, 2009, 2010, 2012, 2013, 2016)
- Copa de la Liga de Francia (2004, 2005, 2006, 2007, 2008, 2010, 2011, 2012, 2014, 2016)
- Supercopa de Francia (2010, 2011, 2018)

### Selección nacional

#### Campeonato del Mundo
- Medalla de bronce en el Campeonato del Mundo de 2005
- Medalla de oro en el Campeonato del Mundo de 2009
- Medalla de oro en el Campeonato del Mundo de 2011

Campeón del Mundo 2015 en Catar

#### Campeonato de Europa
- Medalla de oro en el Campeonato de Europa de 2006
- Medalla de bronce en el Campeonato de Europa de 2008
- Medalla de oro en el Campeonato de Europa de 2010
- Medalla de oro en el Campeonato de Europa de 2014

#### Juegos Olímpicos
- Medalla de oro en los Juegos Olímpicos de 2008
- Medalla de oro en los Juegos Olímpicos de Londres 2012
- Medalla de plata en los Juegos Olímpicos de Río de Janeiro 2016

### Consideraciones personales
- Mejor extremo de la liga francesa (2005)
- Mejor extremo de la liga francesa (2006)
- Mejor extremo de la liga francesa (2007)
- Mejor extremo del mundial (2009)
- Portador de la Legión de Honor